# 和洪
和 洪（わ こう、生没年不詳）は、中国の北周から隋にかけての軍人。本貫は汝南郡。

## 経歴
北周の武帝のとき、しばしば征戦に参加して、戦功により車騎大将軍・儀同三司に累進した。竜州の少数民族の任公忻・李国立らが反抗すると、竜州刺史の独孤善（独孤信の子）は防ぐことができなかった。北周の朝廷は独孤善に代えて和洪を刺史とした。1月あまりして、和洪は任公忻・李国立を捕らえて、斬首してさらし、残りの仲間もことごとく平定した。武帝の下で河陰を攻撃し、力戦してその西門を落とした。武帝が北斉を平定するのに従い、位は上儀同に進み、北平侯に封ぜられ、左勲曹下大夫の位を受けた。王軌が呉明徹を捕らえたとき、和洪にも功績があり、位は開府儀同三司を加えられ、折衝中大夫に転じた。
尉遅迥が相州で乱を起こすと、和洪は行軍総管となり、韋孝寛の下で乱を討った。軍が河陽に到着したとき、尉遅迥が兵を派遣して懐州を包囲していたので、和洪と宇文述らは懐州を包囲する軍を攻撃して敗走させた。また尉遅惇を武陟で撃破した。相州を平定すると、和洪は戦功により柱国の位を受け、広武郡公に封ぜられた。ときに河北の情勢は安定していなかったので、楊堅は和洪の威名をたのんで、領冀州事をつとめさせた。数年後、和洪は召されて入朝し、漕渠総管監となり、泗州刺史に転じた。突厥が隋の北辺を侵すと、和洪は北道行軍総管となり、突厥を攻撃して敗走させた。後に徐州総管に転じ、死去した。享年は64。

## 伝記資料
- 『隋書』巻五十五 列伝第二十
- 『北史』巻七十三 列伝第六十一